# فقط سیاهی
فقط سیاهی (ایتالیایی: Solamente nero) فیلمی جالو به کارگردانی آنتونیو بیدو است که در سال ۱۹۷۸ منتشر شد.

## گزیدهٔ بازیگران
- لینو کاپولیکیو
- استفانیا کاسینی
- کریگ هیل
- ماسیمو سراتو
- ژولیت مانیل
- لارا نوچی